# Pearl Harbor
Pour la base navale, voir Base navale de Pearl Harbor. Pour l’attaque, voir Attaque de Pearl Harbor. Pour les autres significations, voir Pearl Harbor (homonymie).
Pearl Harbor (litt. en français : « Havre des perles ») est une baie peu profonde située sur l'île d'Oahu, dans l'État américain d'Hawaï, à l'ouest d'Honolulu. Pearl Harbor était jadis considérée comme la résidence de la déesse requin Ka'ahupahau, et de son frère Kahi'uka.
Depuis la fin du XIXe siècle, elle abrite une base navale des États-Unis, la base navale de Pearl Harbor, et le quartier général de la flotte du Pacifique des États-Unis d'une superficie, en 2013, de 5 304 hectares. Le port et la base sont implantés autour d'une rade au centre de laquelle se trouve l’île de Ford. L'entrée de cette rade se fait par un chenal très étroit. Pearl Harbor est devenue célèbre en raison de l'attaque aérienne surprise lancée par le Japon le 7 décembre 1941, qui allait provoquer l'entrée en guerre des États-Unis.

## Toponymie
En anglais, « pearl harbor » signifie « port des perles ». Les Hawaïens l'appellent :
- soit « Wai Momi » ce qui signifie « eau à perle », en raison de l'activité perlière des autochtones ;
- soit « Pu'uloa » c'est-à-dire « longue colline ».

## Géographie
L'entrée de Pearl Harbor se trouve sur la baie de Māmala, à l'ouest d'Honolulu.

## Histoire

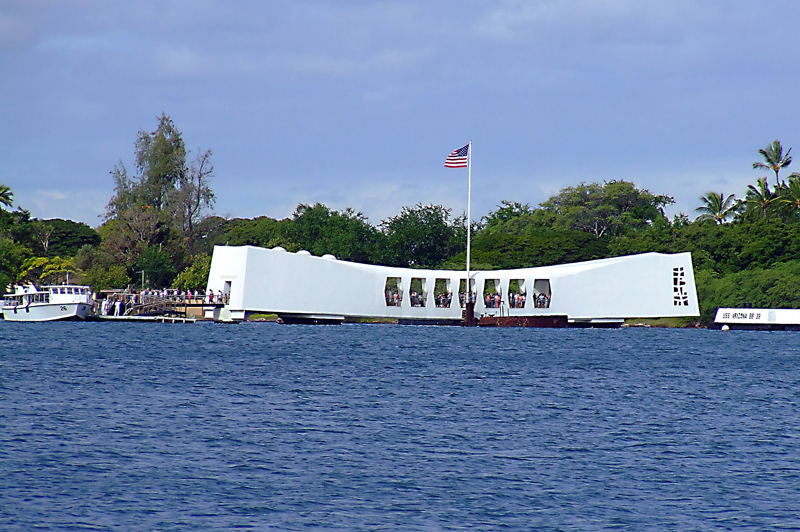
Mémorial de l'attaque de Pearl Harbor

Le port était principalement utilisé pour la production d'huîtres perlières jusqu'à la fin du XIXe siècle.
Dans les années qui suivirent l’arrivée du capitaine James Cook (1778), les Européens considéraient que la rade ne pouvait accueillir un port à cause de la faible profondeur de ses eaux.
Les États-Unis et le royaume d'Hawaï signèrent un traité de réciprocité en 1875, complété par la convention du 6 décembre 1884 et ratifié en 1887. Le 20 janvier de la même année, le Sénat des États-Unis autorisa la marine à louer Pearl Harbor comme base navale. En échange, les Hawaïens obtinrent le droit exclusif de pouvoir exporter aux États-Unis du sucre sans droit de douane. La guerre hispano-américaine de 1898 et le besoin des États-Unis de posséder une présence permanente dans le Pacifique conduisirent à l'annexion de l'archipel.
Les chantiers navals de Pearl Harbor furent inaugurés en 1908 et l’île de Ford fut achetée par l’armée pour développer l’aviation militaire dans le Pacifique. Dans le contexte de l’expansionnisme japonais, le général Harry Yarnell anticipait une invasion d’Hawaï. Au cours d’un exercice militaire le 7 février 1932, ce dernier avait mis en évidence la vulnérabilité d’Oahu en cas d’attaque aérienne par le nord-ouest. La simulation avait montré que des avions ennemis pourraient infliger de sérieux dommages et que la flotte ennemie, restée à l'écart des côtes, serait indétectable pendant 24 heures.

### Attaque de Pearl Harbor

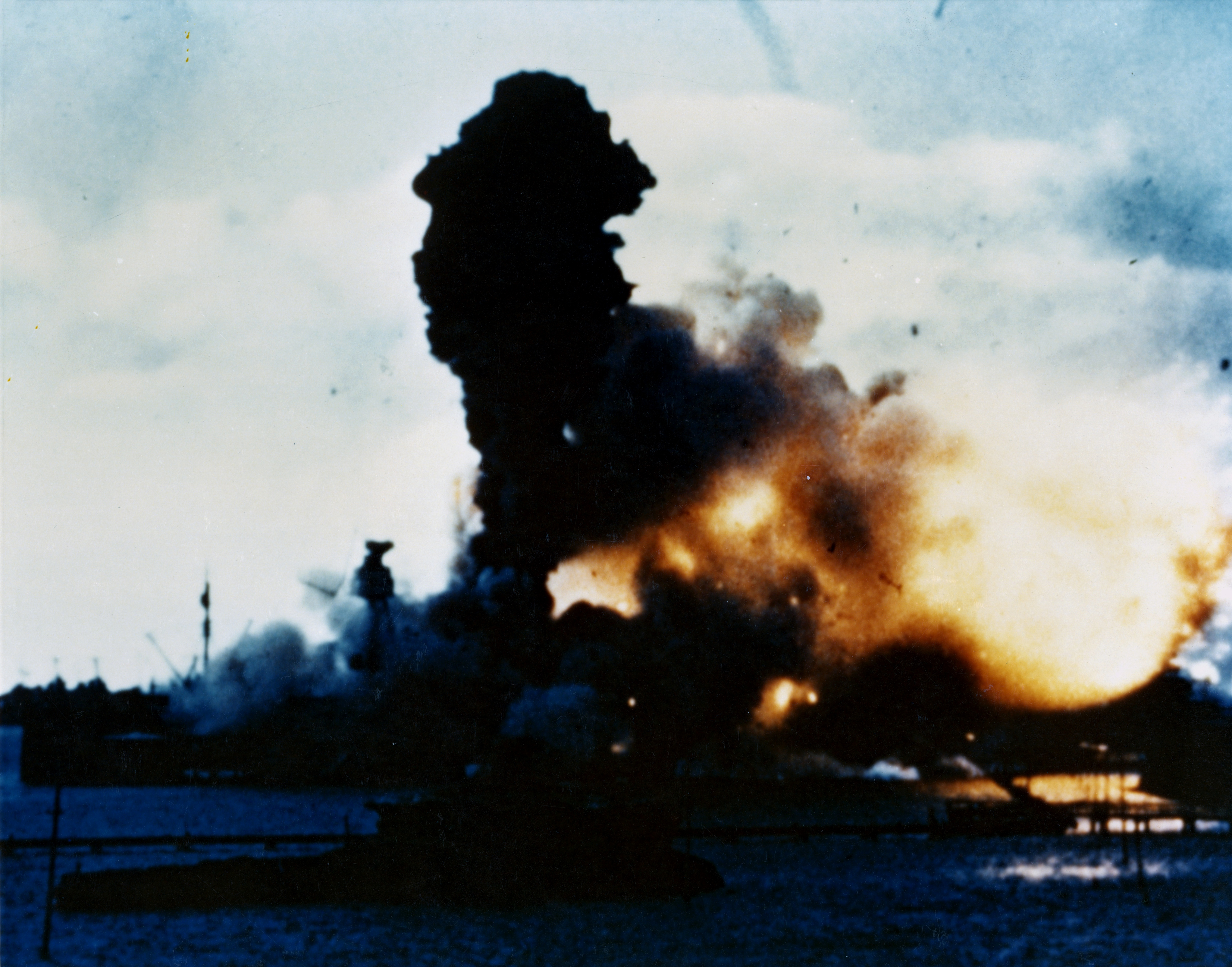
L'attaque du 7 décembre 1941 à

#### Contexte historique
En 1939, commence la Seconde Guerre mondiale. S'affrontent alors le camp des Alliés, comprenant la France et l’Angleterre, contre les pays de l’Axe, formé par l’Italie, l’Allemagne et le Japon. Entraîné par ses alliances avec l’Allemagne, et du fait du blocus américain sur le pétrole, le Japon provoqua l’entrée en guerre des États-Unis parmi les Alliés, avec pour 1er objectif la destruction de la base navale de Pearl Harbor.

#### Causes menant à l'attaque japonaise sur Pearl Harbor
En 1941, l’expansion du Japon sur le territoire chinois devenant alarmante, Franklin Delano Roosevelt, le président des États-Unis de l'époque, décida de s’allier à la Chine. C’est pourquoi il gela, le 25 juillet, les avoirs financiers nippons en plus de provoquer un embargo des matières premières au Japon dont le pétrole, nécessaire à la production de son armement.
Le 20 novembre 1941, le Japon envoie aux États-Unis une note en cinq points, comme dernière proposition de négociation, demandant l’arrêt de l’embargo, du gel des crédits et de l’aide matérielle et morale à la Chine en échange de son retrait dans la péninsule indochinoise, en particulier d'Indochine française. Le 26 novembre, les États-Unis ripostent par une réponse en dix points, la note de « Hull ».
Refusant de se soumettre aux restrictions menaçant son expansion, le Japon donne l’ordre de départ en date du 26 novembre à son aviation aéronavale embarquée sur six porte-avions. Fin novembre, les Japonais avaient atteint la baie d’Hito-Kappu au centre de l'île d'Iturup dans l'archipel des iles Kouriles, au nord du Japon d'alors (aujourd'hui appartenant à la Russie), ce qui met la flotte japonaise à 4000 miles de Pearl Harbor et à un endroit idéal pour passer inaperçue des Américains.
Un élément ayant permis l’attaque japonaise de ce grand port pétrolier fut l’espionnage. Effectivement, Otto Kuehn, un agent allemand affilié aux Japonais, fut arrêté à Hawaï après l’invasion et déclara au cours de son procès qu’il y avait jusqu’à 200 agents secrets japonais infiltrés et répartis sur chacune des îles. Ceux-ci communiquaient par signaux lumineux avec leurs sous-marins et possédaient plusieurs postes à des endroits stratégiques, camouflés grâce au relief montagneux. Ces espions infiltrés avaient ainsi fourni des documents présentant en détail l’île, et des éléments essentiels au projet d’attaque.

#### Description de l'événement
À la veille de l'attaque japonaise du 7 décembre 1941 à 8 h 15, la flotte de guerre américaine du Pacifique, stationnée à Pearl Harbor, comprenait 86 unités : vingt-huit destroyers, neuf croiseurs, huit cuirassés, cinq sous-marins, un cuirassé-cible (l'USS Utah) et une trentaine de bâtiments auxiliaires. On comptait enfin 25 000 hommes sur la base et 231 avions dans l’île. Le général Walter Short était le commandant des forces terrestres, tandis que la flotte du Pacifique était sous les ordres de l'amiral Husband Kimmel. La défense des installations et des ateliers de réparation était assurée, notamment, par 35 B-17, la DCA et les défenses littorales.
Les Japonais avaient recouru à une cache dans la baie d’Hito-Kappu sur l’île Etorofu, dans les îles Kouriles. L'escadre japonaise comportait 353 avions, elle était située à environ 300 km au nord d'Oahu, à bord de six porte-avions. À 6 h, une première vague de 183 avions partait des porte-avions japonais, à environ 200 miles de Pearl Harbor, en direction de la base navale.
L'attaque se fit en deux vagues successives. La première attaque eut lieu à 7 h 49 précises et était composée de 43 chasseurs, 49 bombardiers à haute altitude, 51 bombardiers en piqué et 40 avions lance-torpilles. Les forces aériennes américaines disponibles à Hawaï ce jour-là comportaient 231 avions mais beaucoup furent endommagés au sol et ne purent servir. La disposition linéaire et entassée des avions sur terre fut une erreur des Américains, puisque les attaquants n’ont eu qu’à faire feu en les prenant en enfilade pour détruire et endommager la majorité des avions, attaquant également les dortoirs et réfectoires militaires au passage.
La première vague a pu bénéficier de l'effet de surprise bien que les renseignements américains aient possédé les codes japonais, car ces derniers n'ont déchiffré le message annonçant l'attaque de Pearl Harbor qu'environ une demi-heure après l'attaque. Le personnel militaire était, pour la plupart, toujours endormi ou en train de prendre le petit-déjeuner. La réaction des Américains se fit rapidement puisqu’environ cinq minutes après les premiers bombardements aériens, des soldats étaient déjà à leur poste de canonniers anti-aériens.
La deuxième vague eut pour mission d'achever les navires très endommagés, mais la fumée les empêchait de voir correctement leurs objectifs et ils lancèrent leurs bombes sur des navires moins endommagés. À 8 h, une alerte de détresse était lancée sur toute la flotte du Pacifique par l’amiral Husband Edward Kimmel : « AIR RAID ON PEARL HARBOR X THIS IS NOT DRILL. ».
À 9 h 45, l’attaque était déjà terminée et les Japonais en route vers leurs porte-avions, qu'ils atteignirent à 12 h 14. Ils repartaient vers leur pays une heure plus tard, avec seulement vingt-neuf avions et cinq sous-marins de poche en moins. En définitive, l'amiral Nagumo ramenait une flotte aérienne presque intacte, mais il avait refusé une troisième attaque, sollicitée par son entourage.

#### Conséquences de l'attaque
Cette attaque incita le Congrès des États-Unis à entrer officiellement dans la Seconde Guerre mondiale, déclaration de guerre signée par le président Roosevelt le 11 décembre.
Le bilan de l’assaut contre Pearl Harbor fut que dix-huit des quatre-vingt-seize bâtiments présents sur l’île d’Oahu furent démolis ou endommagés et que les dommages matériels s’élevèrent à 500 000 $. Les porte-avions n’étaient pas à la base navale le jour de l’attaque, mais huit des douze cuirassés furent coulés et endommagés, dont deux, l'USS Arizona et l'USS Oklahoma, furent perdus définitivement. Quatre destroyers furent détruits, trois croiseurs endommagés, ainsi que quatre navires auxiliaires, un mouilleur de mines et un navire. 188 avions ont été détruits et 159 endommagés. Les pertes humaines étaient estimées à 2 335 tués, 1 143 blessés, mais la population fut également touchée avec 68 civils décédés et 35 blessés.

#### Document historique et image associés à Pearl Harbor
L’Honolulu Star-Bulletin (1st extra) publie une édition spéciale de huit pages le 7 décembre 1941 titrée « War! : Oahu bombed by Japanese planes » (« Guerre ! : Oahu bombardé par des avions japonais »). Cette édition est la première édition de trois « extras » et 250 000 exemplaires sont imprimés le jour même de l’attaque de Pearl Harbor.

#### Image associée à Pearl Harbor
L’explosion de la soute à munitions du Shaw, un contre-torpilleur américain, a été causée par l’attaque aérienne japonaise de Pearl Harbor du 7 décembre 1941.

## Base navale de Pearl Harbor

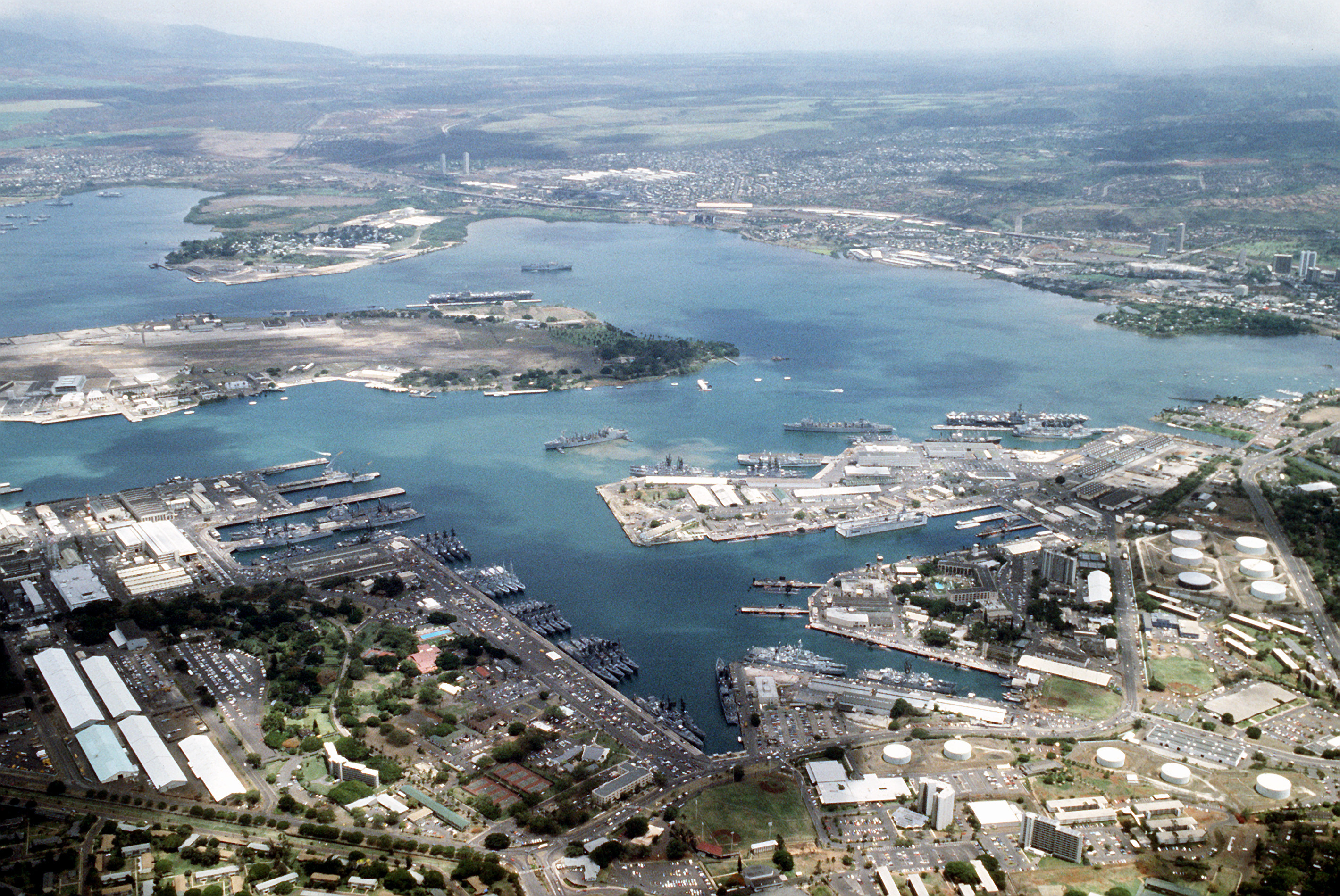
Vue aérienne de Pearl Harbor et d'une partie de sa base navale.

La base navale de Pearl Harbor est actuellement l'une des bases les plus importantes de l'United States Navy. Construite au tournant du XIXe siècle, elle abrite le siège de l'United States Pacific Fleet et une flotte permanente d’une dizaine de navires de surface et une quinzaine de sous-marins d’attaque.

## Filmographie
- Tant qu'il y aura des hommes, de  Fred Zinnemann, 1953
- Tora ! Tora ! Tora !, de Richard Fleischer, 1970
- 1941, de Steven Spielberg, 1979
- Nimitz, retour vers l'enfer, de Don Taylor, 1980
- Pearl Harbor, de Michael Bay, 2001
- Midway De Roland Emmerich, 2019

### Film associé à Pearl Harbor
Le film Hawaii-Midway Battle of the Sea and Sky : Storm in the Pacific Ocean, ayant pour titre américain I bombed Pearl Harbor, fut réalisé au Japon en 1960. Ce film aborde la Seconde Guerre mondiale, l’attaque sur Pearl Harbor et la défaite lors de la bataille de Midway du point de vue des Japonais.